# Tétisz
A Tétisz görög eredetű női név, mely a görög mitológiában szereplő Thetisz nevéből származik.

## Gyakorisága
Az 1990-es években szórványos név, a 2000-es években nem szerepel a 100 leggyakoribb női név között.

## Névnapok
- február 6.[2]
- december 19.[2]